# Lídia Garinska
Lídia Garinska (Bakú, Azerbaidjan, 18 de març de 1895 - [...?]) fou una soprano russa.
Estudià a Roma sota la direcció del mestre d'Alfredo Martino i durant vuit anys va romandre a Itàlia, havent debutat en el teatre Quirino, de Roma, el 1922, amb Don Pasquale, manifestant-se com una bona soprano.
Més tard passà a Barcelona, on en el Gran Teatre del Liceu, es distingí en La Traviata, Rigoletto i L'elisir d'amore. Va actuar en altres països d'Europa i el 1925 cantà a Buenos Aires.